# ソラーレ ホテルズ アンド リゾーツ
ソラーレ ホテルズ アンド リゾーツ株式会社（英: Solare Hotels and Resorts Co., Ltd.）は、東京都港区芝に本社を置くホテル運営会社、及びそのホテルチェーンの名称（ホテルブランド）である。アメリカ合衆国の企業再生ファンド・ローンスターの子会社であり、外資系企業としては日本で最も多数のホテルを保有している。

## 概要
ソラーレ（イタリア語: Solare）とは、イタリア語で「太陽の情熱」を表す。
傘下のホテルチェーンには、シティホテル・フルサービスホテル・リゾートホテル・目的ニーズ別ホテル・ビジネスホテル・ロードサイドインなど国内52カ所、海外１カ所、7,488室、従業員約1,700名（2020年2月1日現在）を持つ。
宿泊・料飲・婚礼・宴会・売店・外販および大浴場・スパ事業等を直営、運営受託、アセットマネジメント、フランチャイズ運営し、地域や街並みやエリアのニーズに合った新しいスタイルのホテルを創造するホテルマネジメント企業である。

## 沿革
1989年（平成元年）当初、地産が経営していたチサンホテル・チェーンを統括する企業「ユニゾンホテルアンドリゾーツ」として設立された。
2002年（平成14年）8月、地産が会社更生法を申請すると、アメリカ合衆国の投資会社・ローンスターがその支援企業となり、「ユニゾンホテルアンドリゾーツ」を買収するとともに、ローンスターがこれら買収したホテルを傘下に収めた。この際ローンスターは、地産のホテル事業の他、ゴルフ場事業については、パシフィックゴルフグループ（現・PGMホールディングス）へと実質的に分社化している。
2004年（平成16年）、ローンスターが買収したホテルは「ユニゾンホテルアンドリゾーツ」から新興ホテルブランド「ソラーレ ホテルズ アンド リゾーツ」が引き継いだ。ユニゾンホテルから、現名称の「ソラーレホテルズ」へ改称し新会社としてスタート。
2005年（平成17年）以降は、インターチェンジ付近などのロードサイドに、ロフトベッドを備えた機能的な客室で構成される欧米のモーテルタイプのB&B「チサンインXX（地名）インター」を数多く新規開業している。チサンホテルはグレード別に「チサン イン」等にブランド分けされ、ロゴも一新された。
2006年には、沖縄でホテルを展開していた「ロワジールホテル/LOISIR HOTEL」と提携を行い、ローンスターの買収案件の中でもハイクラスなホテルについては同ブランドの名称が当てられた。
2016年（平成28年）には、これまでのブランドとは異なる上級ホテルブランド「HOTEL the M」の1号店「HOTEL the M INNSOMNIA akasaka」を赤坂にオープンした。
2016年（平成28年）4月1日には、株式会社浦和ロイヤルパインズの株を取得し100%子会社化。「ロイヤルパインズホテル浦和/ROYAL PINES HOTEL URAWA」の運営をスタート。埼玉県のシンボル的ホテルでもありランドマークの「浦和センチュリーシティ」内に地上20階地下3階建の北関東最高層のフルサービス型総合グランドホテル（ラグジュアリーグランドホテル）である。
2017年（平成29年）4月27日には、オフィスビルからのコンバージョン（用途変換）を採用したホテルブランド「ホテル・アンドルームス/hotel androoms」の一号店を大阪に開業した。
2017年（平成29年）5月には、同年3月で閉所した奈良少年刑務所の保存・活用を目的とした「旧奈良監獄の保存及び活用に係る公共施設等運営事業」の優先交渉権を獲得した。
2017年（平成29年）12月には、北陸石川県金沢に「金沢の雨」まで旅の魅力にするホテル「雨庵　金沢/UAN kanazawa」を開業した。
2018年（平成30年）には、「街と人がつながるスクエア。」をコンセプトとしたブランド「ザ・スクエアホテル/the square hotel」を立ち上げ、11月9日に「ザ・スクエアホテル銀座」、11月27日に「ザ・スクエアホテル金沢」をそれぞれ開業した。
また、ロードサイド型チサンインとは異なる「機能性と情緒性を持ち合わせた新しいロードサイド型ホテル」をコンセプトにしたロードサイド型ホテル「ハタゴイン/HATAGO INN」、及び「本屋が運営するホテル」をコンセプトにした「ランプライトブックスホテル/LAMP LIGHT BOOKS HOTEL」の開業等、地域や街並みやエリアのニーズに合った新しいスタイルのホテルも続々と多数オープンしている。
2022年5月に、ロードサイド型チサン インの営業を順次終了することが発表された。跡地は、グリーンズの子会社であるチョイスホテルズジャパンがロードサイド型コンフォートインとして7月以降順次リブランドされた。

### 年表
- 1989年（平成元年）9月1日 - 「ユニゾンホテルアンドリゾーツ」設立
- 2004年（平成16年) - 現社名へ変更。
- 2012年（平成24年）
  - 1月 - 東京都千代田区丸の内に本社を移転。
  - 11月 - 氏家顕太郎が代表取締役社長に就任。
- 2016年（平成28年）2月5日 - 社長に井上理（前取締役副社長兼CFO兼CMO）が就任。氏家は代表取締役会長に就任[9]。

## ホテル一覧
日本国内と韓国・ソウルに計48軒（国内47軒、韓国1件）のホテルを運営している（2017年6月現在）。
現時点での最新の運営施設一覧は、公式ウェブサイトのホテル一覧を参照。
FIFTH SEASON HOTELS / フィフスシーズンホテルズ
四季に加え、その土地ならではの気候風土を「5番目の季節」として捉えたホテル。2024年12月の「暖雪 札幌」開業予定発表時に「雨庵 金沢」もその第一号店としてカテゴライズされた。
- 雨庵 金沢（2017年12月1日開業・開業予定発表時の名称はHOTEL the M kanazawa 雨庵）
- 暖雪 札幌（2025年4月1日開業）

ザ・スクエアホテル/the square hotel
- ザ・スクエアホテル銀座（2018年11月9日開業）
- ザ・スクエアホテル金沢（2018年11月27日開業）
- ザ・スクエアホテル横浜みなとみらい（2021年12月14日開業、2025年6月30日閉館予定、旧：ホテルビスタプレミオ横浜、2026年前半に「ヒルトン・ガーデン・イン横浜みなとみらい」にリブランド予定）

ロイヤルパインズホテル/ROYAL PINES HOTEL
- ロイヤルパインズホテル浦和
- ロイヤルパインズホテル千葉（2025年1月15日開業）（旧：三井ガーデンホテル千葉）
- ロイヤルパインズホテル米沢（2025年3月1日開業）（旧：DEN'S HOTEL Yonezawa）

ロワジールホテル/LOISIR HOTEL
- ロワジールホテル 品川シーサイド（2021年12月1日開業）（旧：ホテルサンルート品川シーサイド→相鉄グランドフレッサ 品川シーサイド）
- ロワジールホテル 大垣
- ロワジールホテル 豊橋（旧：ホテル日航豊橋）
- ロワジールホテル 那覇（2013年10月にチサンリゾート那覇を吸収して統合）
- ロワジール スパタワー 那覇
- ロワジールホテル ソウル明洞
- ロワジールホテル京都東寺

アクセス・バイ・ロワジールホテル/ACCESS by LOISIR HOTEL
- アクセス・バイ・ロワジールホテル 名古屋（2021年5月10日開業）

ロワジール テラス & ヴィラズ/LOISIR Terrace & Villas
- ロワジール テラス & ヴィラズ 古宇利（2021年6月25日開業）

ホテル・アンドルームス/hotel androoms
- ホテル・アンドルームス大阪本町
- ホテル・アンドルームス名古屋栄（2018年6月26日開業）
- ホテル・アンドルームス新大阪（2018年10月1日開業）

ホテル・アンドドギー/hotel anddoggy
- hotel anddoggy京都二条（2024年3月22日開業）

セカンド・バイ・ホテル・アンドルームス/2ND by hotel androoms
- セカンド・バイ・ホテル・アンドルームス 名古屋（2022年4月8日開業・旧：レッドプラネットホテル名古屋錦）

ランプライトブックスホテル/LAMP LIGHT BOOKS HOTEL
- ランプライトブックスホテル名古屋（2018年2月20日開業）
- ランプライトブックスホテル札幌（2021年6月3日開業）
- ランプライトブックスホテル福岡（2021年12月1日開業）

ハタゴイン/HATAGO INN
- ハタゴイン 静岡吉田インター（2017年12月15日開業）
- ハタゴイン 関西空港（2018年3月1日開業）
- ハタゴイン 福島広野（2018年10月15日開業）

エスエイチ・バイ・ザ・スクエアホテル/SH by the square hotel
- エスエイチ・バイ・ザ・スクエアホテル京都木屋町（旧：ホテルサンルート京都木屋町→ホテル京都木屋町）

INSOMNIA / インソムニア
- INSOMNIA 京都御池（旧：ホテルグランバッハ京都御池）

HOTEL SAKURA / ホテル桜
- ホテル桜 嬉野

ザ・パルス / THE PULSE
- ザ・パルス霧島（旧：Active Resorts 霧島、2025年8月16日開業予定）

チサン グランド
- チサン グランド 長野

チサン スタンダード/CHISUN STANDARD
- チサン スタンダード 京都堀川五条（旧：ホテルWBF五条堀川）
- チサン スタンダード 大阪新今宮（2022年2月開業）（旧：FP HOTELS Grand 難波南）

チサン バジェット/CHISUN BUDGET
- チサン バジェット 金沢駅前（旧：ユニゾインエクスプレス金沢駅前）

チサン ホテル
- チサン ホテル 郡山
- チサン ホテル 浜松町
- チサン ホテル 蒲田（旧：東京ホテルヤマチ → ホテルビスタ蒲田 東京）
- チサン ホテル 横浜伊勢佐木町（旧：横浜伊勢佐木町ワシントンホテル）
- チサン ホテル 神戸
- チサン ホテル 広島

チサン イン
- チサン イン 蒲田
- チサン イン 名古屋
- チサン イン 横浜都筑（旧：ホテルアトラス、2022年8月1日開業）

アソシエイト(業務提携)
- オキナワ マリオット リゾート&スパ
- 神戸メリケンパークオリエンタルホテル
- オリエンタルホテル広島
- オリエンタルホテル東京ベイ
- なんばオリエンタルホテル
- クリアビューゴルフクラブ＆ホテル
- プレジデントホテル水戸
- エアラインホテル
- 山形グランドホテル
- ザ・セレクトン福島
- ホテルシティプラザ北上

## 過去に運営していたホテル
- チサン ホテル 札幌（現：ネストホテル札幌駅前）
- チサン ホテル 松山（現：アパホテル松山城西　旧：ホテルザ・エルシィ松山→旧　ミレニアホテル松山）
- ホテルシップ ヴィクトリア（元：青函連絡船大雪丸）
- チサン ホテル 人吉（現：ホテルサン人吉）
- チサン イン 大垣（旧：チサンホテル大垣、現:ホテルグッディ大垣も閉業）
- ホテルプルミエール箕輪
- ロワジールホテル厚木（現：レンブラントホテル厚木、元々は厚木ロイヤルパークホテル）
- チサン グランド 赤坂（現：相鉄フレッサイン東京赤坂）
- チサン リゾート 石垣 （現：ホテルグランビュー石垣）
- ロワジールホテル 四日市（現：四日市プラトンホテル、元々は四日市都ホテル（初代））
- チサン ホテル 博多（ソラーレを離脱：2012年11月25日迄で運営終了）（運営終了後閉館の後建て替えられ、現在はTHE BLOSSOM HAKATA Premier）
- チサン ホテル 熊本（ソラーレを離脱：2012年11月29日迄で運営終了）（現：ネストホテル熊本）
- ホテル アバンシェル京都（ソラーレを離脱：2013年1月27日迄で運営終了）（旧：ホリデイ・イン京都、現在は閉館）
- チサン ホテル 仙台（ソラーレを離脱：2013年2月28日迄で運営終了）（現：ユニゾイン仙台（2013年3月1日～））
- メルキュールホテル成田（ソラーレを離脱：2013年6月30日迄で運営終了）（現在も同名称）
- チサン イン 札幌（2013年7月1日迄で閉館）（現：アパホテル〈TKP札幌駅前〉）
- チサン ホテル 心斎橋（現：ネストホテル大阪心斎橋）
- チサン ホテル 上野（現：ホテル上野イースト）
- チサン ホテル 品川ウエスト
- チサン ホテル 新大阪（現：ホテル新大阪コンファレンスセンター → ホテルマイステイズ新大阪コンファレンスセンター）
- ロワジールホテル 上越（現：アートホテル上越）
- チサン ホテル ＆ コンファレンスセンター 新潟（現：ホテルラングウッド新潟 → アートホテル新潟駅前）
- チサン イン 仙台泉インター（現：スマイルホテル仙台泉インター）
- チサン イン 鹿児島（現：アイホテル鹿児島天文館）
- チサン イン 浅草（現：ホテル法華クラブ浅草）
- チサン イン 江坂（現：ジーアールホテル江坂）
- チサン イン 梅田（現：ホテルコルディア大阪）
- チサン グランド 函館（アソシエイトに移行し函館グランドホテルと名称変更の後、2016年8月31日迄でアソシエイトからも離脱）（現：ホテルWBFグランデ函館）
- チサン リゾート 那覇（隣接していたロワジールホテル那覇に統合）
- チサン リゾート 鴨川（ソラーレを離脱：2015年3月31日迄で運営終了）（現：潮騒リゾート鴨川）
- チサン グランド 長崎（ソラーレを離脱：2015年6月30日迄で運営終了）（現：エスペリアホテル長崎）
- チサン グランド 札幌（ソラーレを離脱：2015年9月15日迄で運営終了）（現：クインテッサホテル札幌）
- ロワジールホテル旭川（ソラーレを離脱：2015年9月30日迄で運営終了）（現：アートホテルズ旭川 →　アートホテル旭川）
- チサン グランド 佐世保（ソラーレを離脱：2015年9月30日迄で運営終了）（現：クインテッサホテル佐世保）
- ロワジールホテル 沖縄美ら海（旧：チサン リゾート 沖縄美ら海）（ソラーレを離脱：2015年12月21日迄で運営終了）（現：センチュリオンホテルリゾートヴィンテージ 沖縄美ら海）
- ロワジールホテル函館（ソラーレを離脱：2016年8月31日迄で運営終了）（現：フォーポイントバイシェラトン函館（2016年9月1日～2023年5月31日）→プレミアホテル-CABIN PRESIDENT-函館（2023年6月1日～））
- チサン イン 深谷

- セレクトグランド伊勢志摩（2017年4月30日迄でソラーレとアソシエイト契約終了）（現：クインテッサホテル伊勢志摩）
- INNSOMNIA akasaka（旧：ホテル アバンシェル赤坂 → HOTEL the M INNSOMNIA akasaka → HOTEL the M akasaka INSOMNIA）（東京放送ホールディングスの「赤坂エンタテインメント・シティ構想」による再開発のため2020年9月22日で閉館）
- チサン イン 大阪ほんまち（2020年12月31日で運営終了）
- チサン グランド 高松（旧：チサン イン 高松）（2018年7月リブランド、2020年12月31日で運営終了[16]）（現：高松パークホテル）
- ロワジールリビングスイーツ瀬良垣（2021年10月閉館）[17]（星野リゾートが居抜き出店し、現：星野リゾートBEB5沖縄瀬良垣）
- ベニキア カルトンホテル 福岡天神（ソラーレを離脱）
- チサン イン 岩手一関インター（2024年5月1日営業終了、現：コンフォートイン岩手一関インター）
- チサン イン 福島西インター（2024年5月1日営業終了、現：コンフォートイン福島西インター）
- チサン イン ひたちなか（2024年5月1日営業終了、現：コンフォートインひたちなか）
- チサン イン 宇都宮鹿沼（2024年5月1日営業終了、現：コンフォートイン宇都宮鹿沼）
- チサン イン 佐野藤岡インター（2024年5月1日営業終了、現：コンフォートイン佐野藤岡インター）
- チサン イン 新潟中央インター（2024年5月1日営業終了、現：コンフォートイン新潟中央インター）
- チサン イン 軽井沢（2024年5月1日営業終了、現：コンフォートイン軽井沢）
- チサン イン 塩尻北インター（2024年5月1日営業終了、現：コンフォートイン塩尻北インター）
- チサン イン 甲府石和（2024年5月1日営業終了、現：コンフォートイン甲府石和）
- チサン イン 豊川インター（2024年5月1日営業終了、現：コンフォートイン豊川インター）
- チサン イン 姫路夢前橋（2024年5月1日営業終了、現：コンフォートイン姫路夢前橋）
- チサン イン 倉敷水島（2024年5月1日営業終了、現：コンフォートイン倉敷水島）
- チサン イン 丸亀善通寺（2024年5月1日営業終了、現：コンフォートイン善通寺インター）
- チサン イン 鳥栖（2024年5月1日営業終了、現：コンフォートイン鳥栖）
- チサン イン 熊本御幸笛田（2024年5月1日営業終了、現：コンフォートイン熊本御幸笛田）
- チサン イン 宗像（2024年5月6日営業終了、現：コンフォートイン宗像）
- チサン イン 大村長崎空港（2024年5月6日営業終了、現：コンフォートイン長崎空港）
- チサン イン 土浦阿見（2024年5月31日営業終了、現：コンフォートイン土浦阿見）
- チサン イン 諏訪インター（2024年5月31日営業終了、現：コンフォートイン諏訪インター）
- チサン イン 福井（2024年5月31日営業終了予定、現：コンフォートイン福井）
- チサン イン 鹿児島谷山（旧：ホテルゼロシティ、2024年5月31日営業終了、現：コンフォートイン鹿児島谷山）
- チサン イン 千葉浜野R16（2024年8月16日営業終了、現：コンフォートイン千葉浜野R16）
- チサン ホテル 宇都宮（2024年9月30日営業終了[18]）

## 関連会社
- SHRホテルズ
- SHRホテルリース
- SHRロードサイドイン
- ロワジール・ホテルズ沖縄
- 浦和ロイヤルパインズ - ロイヤルパインズホテル浦和を運営。
- QMネットワークサービス

## 提携会社
- PGMホールディングス株式会社
- 共和観光株式会社
- 穴吹エンタープライズ株式会社
- 株式会社オータ
- 株式会社コバコーポレーション
- 株式会社アース・ブリーズ
- 株式会社カルトンホテルマネジメント
- San-Ha HM Co.,LTD
- 大阪ホテルマネージメント合同会社
- ひろのプログレス合同会社
- 万座瀬良垣オペレーションズ合同会社